# Зимноводівська сільська територіальна громада
Зимноводівська сільська громада — територіальна громада в Україні, в Львівському районі Львівської області. Адміністративний центр — село Зимна Вода.
Площа громади — 34,2 км², населення — 19 616 мешканців (2020).

## Населені пункти
У складі громади 5 сіл:
- Зимна Вода
- Лапаївка
- Скнилів
- Суховоля
- Холодновідка